# Turn Off the Light
Turn Off the Light – piosenka pop napisana przez kanadyjską wokalistkę Nelly Furtado na jej debiutancki album studyjny Whoa, Nelly! (2001). Wyprodukowana przez Geralda Eatona i Briana Westa, została wydana jako trzeci singel w 2001. W utworze można usłyszeć gitarowy riff z „For What It’s Worth” Buffalo Springfield.

## Pozycje na listach
| Lista (2001)                    | Pozycja |
| ------------------------------- | ------- |
| U.S. Billboard Hot 100          | 5       |
| Kanadyjska Hot 100              | 7       |
| Australijska ARIA Singles Chart | 7       |
| UK Singles Chart                | 4       |
| Irlandzka Singles Chart         | 5       |
| Nowozelandzka Singles Chart     | 1       |
| United World Charts             | 8       |